# Nothoprocta cinerascens
A Nothoprocta cinerascens a madarak osztályának tinamualakúak (Tinamiformes) rendjébe és a tinamufélék (Tinamidae) családjába tartozó faj.

## Rendszerezése
A fajt Hermann Burmeister német zoológus írta le 1860-ban, a Nothura nembe Nothura cinerascens néven.

## Alfajai
- Nothoprocta cinerascens cinerascens (Burmeister, 1860)
- Nothoprocta cinerascens parvimaculata Olrog, 1959[2]

## Előfordulása
Dél-Amerikában, Argentína, Bolívia és Paraguay területén honos. Természetes élőhelyei a szubtrópusi és trópusi síkvidéki és magaslati füves puszták és cserjések, valamint szántóföldek. Állandó, nem vonuló faj.

## Megjelenése
Testhossza 33  centiméter, testtömege 457-615 gramm.

## Természetvédelmi helyzete
Az elterjedési területe rendkívül nagy, egyedszáma ugyan csökken, de még nem éri el a kritikus szintet. A Természetvédelmi Világszövetség Vörös listáján nem fenyegetett fajként szerepel.